# Комаров Олексій Пилипович
Олексі́й Пили́пович Комаро́в (рос. Алексей Филиппович Комаров; нар. 10 грудня 1921, Москва, РРФСР, СРСР — пом. 10 травня 2013, там само) — радянський академічний веслувальник, срібний призер Олімпійських ігор. Триразовий чемпіон Європи. П'ятиразовий чемпіон СРСР.
Заслужений майстер спорту СРСР (1954). Заслужений тренер РРФСР. Суддя Всесоюзної категорії.

## Життєпис
У 1941 році призваний Жовтневим РВК м. Москви до лав РСЧА. Учасник німецько-радянської війни: діловод господарської частини 428-го мінометного полку, червоноармієць.
Триразовий чемпіон Європи з веслування на вісімці (1953, 1954, 1956). П'ятиразовий чемпіон і семиразовий призер чемпіонатів СРСР у чотирьох класах човнів.
Після закінчення спортивної кар'єри перейшов на тренерську роботу. Був засновником кафедри веслувального спорту ДЦОЛІФК: викладачем, завідувачем кафедри, професором.

## На Олімпійських іграх
У 1952 році на літніх Олімпійських іграх у Гельсінкі (Фінляндія) на змаганнях з академічного веслування посів друге місце у складі вісімки (з результатом 6:31.2).